# Patrick McKenna
Pour les articles homonymes, voir McKenna.
Patrick McKenna est un acteur, scénariste et producteur canadien né le 8 mai 1960 à Hamilton (Canada).

## Filmographie

### comme Acteur
- 1980 : Up the Academy : Henchman #1
- 1989 : Mais qui est Harry Crumb ? (Who's Harry Crumb?) de Paul Flaherty : TV Man
- 1993 : Ordinary Magic : TV Reporter
- 1994 : The Mighty Jungle (série TV) : Kennith Crisp
- 1996 : À force d'aimer (Everything to Gain) (TV) : Salesman
- 1997 : Joe's Wedding : Priest
- 1997 : Elvis Meets Nixon (en) (TV) : Karen's supervisor
- 1998 : The Real Howard Spitz : Roger
- 1999 : Quelle vie de chien ! (Dogmatic) : Lab Technician
- 1999 : Le Serment (The Promise) (TV) : Randall
- 2000 : Xxxposed : Video Clerk
- 2001 : Truth in Advertising
- 2001 : Instincts criminels (A Colder Kind of Death) (TV) : Gary Hargrave
- 2001 : Ne croque pas tes voisins ("Don't Eat the Neighbours") (série TV) : Simon
- 2002 : Duct Tape Forever : Harold Green
- 2002 : Punch & Judy : Darren
- 2002 : Stargate SG1 S6.E8. Acte de bravoure : Dr. Felger
- 2002 : The Store (TV) : Manager
- 2002 : Trudeau (feuilleton TV) : Duncan
- 2003 : Stargate SG1 S7.E9. Le vengeur : Dr. Felger
- 2003 : The Music Man (TV) : Charlie Cowell
- 2004 : Mann to Mann (série TV) : Jerry Riggins
- 2004 : Milo 55160 : Milo 55160
- 2004 : Geraldine's Fortune : Louie Owen
- 2005 : Getting Along Famously (TV) : Jeffrey Littleman
- 2006 : Puppets Who Kill : Game Show Host
- 2007 : Clang Invasion : Rivet
- 2007 : The Rick Mercer Report : Husband in commercial
- 2007 : Stuck : Joe Lieber
- 2007 : Sabbatical : Reverend Brown
- 2008 : Guns
- 2008 : Charlie : Sam
- 2008 : P.M.O. : David Bencaster
- 2008 : "Robson Arms : Jason Rogerman
- 2008 : The Audience : Luc
- 2008 : La Petite Mosquée dans la prairie (Little Mosque on the Prairie) : M.. Bowman
- 2008 : Ma famille en cadeau (Will You Merry Me) (TV) : Hank Kringle
- 2008 : The Border : Minister Donald Campbell
- 2009 : Silent But Deadly : Victor
- 2010 : Les Enquêtes de Murdoch : Détective Hamish Slorach
- 2011 : John A. : La naissance d'un pays : Alexander Galt
- 2012 : Margarita : Ben
- 2013 : Hard Rock Medical : Fraser Healy

- 2016 : Frankie et les ZhuZhu Pets : Wilfred P. Kerdle

### comme Producteur
- 1991 : The Red Green Show (série télévisée)